# Pseudomyrmecinae
Die Pseudomyrmecinae sind eine Unterfamilie der Ameisen. Sie hat ihren Verbreitungsschwerpunkt in den Tropen und kommt mit einigen Arten bis in die Subtropen vor. Die Unterfamilie fehlt in Europa.

## Merkmale
Arbeiterinnen sind meist langgestreckt und grazil gebaut, viele Arten sind relativ groß mit Körperlängen bis 10 Millimeter. Der freie Hinterleib oder Gaster sitzt mit zwei verdickten Stielgliedern (Petiolus und Postpetiolus) am Rumpfabschnitt an, genau wie bei den Knotenameisen (Myrmicinae), mit denen sie aber nicht näher verwandt sind. Der Kopf trägt auffallend große, langgestreckt ovale Komplexaugen. Die Antennen besitzen meist 12 Segmente (nur 11 bei der kleinen Gattung Myrcidris), ihr Basalglied (Scapus) ist relativ kurz, weniger als drei Viertel der Kopfkapsellänge. Ihre Einlenkungsstelle liegt nahe dem Kopfvorderrand, sie ist immer frei und nicht durch die Frontalloben verdeckt. Der Vorderrand des Clypeus ist gerade und nicht zwischen den Frontalkielen vorgezogen. Am Rumpfabschnitt (Mesosoma oder Alitrunk) ist die Naht zwischen Prosoma und Mesosoma durchgehend, der Körper an dieser Linie gegeneinander beweglich. Die Öffnung der Metapleuraldrüsen ist weit nach hinten verschoben. Am Gaster ist der Hinterrand des vierten Abdominalsegments zur Lauterzeugung durch Stridulation umgebildet. In seinem Inneren liegt ein großer und funktionstüchtiger Giftstachel.
Bei einigen Arten der Gattung Tetraponera kommt neben den normalen Arbeiterinnen eine zweite Kaste mit vergrößerten Köpfen oder Mandibeln vor, die als Soldaten bezeichnet werden. Bei der madagassischen Art Tetraponera phragmotica bildet der stark vergrößerte, umgewandelte Kopf dieser Soldaten einen Pfropf, der die Höhlung im Holz, in der das Volk lebt, bei Angriffen fest verschließen kann.

## Biologie und Lebensweise
Alle Arten der Unterfamilie nisten oberirdisch, die meisten in totem Holz von Bäumen (insbesondere Zweigen), einige auch in Stängeln krautiger Arten. Von hier sind einige Arten sekundär auch auf Hohlräume in Gebäuden und anderen menschengemachten Strukturen übergegangen. Mehr als vierzig Arten leben ausschließlich in besonderen Organen (Domatien) von spezialisierten Pflanzenarten (Ameisenpflanzen). Die Nestgründung erfolgt in der Regel in vorhandenen Hohlräumen und Bohrlöchern anderer holzbewohnender Insektenarten. Die meisten Arten sind unspezialisierte Räuber, daneben nehmen zahlreiche Arten in mehr oder weniger großen Anteilen die zuckerhaltigen Ausscheidungen (Honigtau) von Blatt- oder Schildläusen auf; diese können bei baumbewohnenden Arten die wesentliche Ernährungsbasis darstellen. Bei Arten der Gattung Tetraponera sind stickstofffixierende symbiontische Darmbakterien nachgewiesen, die den Mangel an Stickstoff bei dieser Ernährung durch Rückresorption ausgleichen helfen; dies sind überwiegend Knöllchenbakterien, die sonst aus Wurzelknöllchen stickstofffixierender Pflanzenarten bekannt sind.
Die Völker sind in den meisten Fällen recht klein, kaum über 100 Arbeiterinnen. Die Kolonien besitzen in vielen Fällen zahlreiche Königinnen (Polygynie).

### Arten in Symbiose mit Pflanzen
Über vierzig Arten aus allen drei Gattungen der Unterfamilie leben in einer Myrmekophylaxis genannten Symbiose mit Pflanzenarten. Diese bilden besondere, meist ganz oder teilweise hohle, Pflanzenorgane, die Domatien genannt werden, aus. Die Ameisen nisten ausschließlich in den Domatien, wobei jede Ameisenart auf eine Pflanzenart oder -gattung spezialisiert ist. Zusätzlich bilden einige der Pflanzen besondere Strukturen (Nektarien oder eiweißreiche Körperchen) zur Ernährung der Ameisen. Wichtigste Ernährungsbasis dieser Ameisenarten ist der Honigtau von im Inneren ihrer Domatien lebende pflanzensaugenden Schildläusen (der Familien Coccidae und Pseudococcidae.) Weitere Nahrung nehmen die Ameisen normalerweise nicht auf, wenn sie auch die bei der Verteidigung „ihrer“ Pflanze attackierten Pflanzenfresser töten und als Nahrung verwerten. Sie sind damit vollkommen auf ihren Pflanzenpartner angewiesen und verlassen in vielen Fällen ihre Domatien kaum jemals freiwillig, außer dann, wenn ihnen Vibrationen die Landung eines Insekts (eines potenziellen Pflanzenfressers) verraten. Der Vorteil der Pflanze liegt in dem Schutz, den die wehrhaften Ameisen gegenüber Pflanzenfressern, aber auch konkurrierenden Pflanzenarten (z. B. Lianen) gewähren.
Die Symbiose tritt bei zahlreichen Ameisenarten auf, die nicht näher miteinander verwandt sind, sie muss deshalb in der Evolution viele Male unabhängig voneinander entstanden sein. Allein bei den Pseudomyrmecinae muss sie mehr als zehnmal bei nicht verwandten Arten oder Gruppen entstanden sein. Pflanzenpartner der Symbiose sind zum Beispiel Akazien-Arten (Acacia), Arten der Gattung Tachigali (Caesalpinioideae), Triplaris (Polygonaceae) und Cordia (Boraginaceae bei der Gattung Pseudomyrmex), andere Acacia-Arten, Arten der Gattung Cupaniopsis (Sapindoideae), Stereospermum (Bignoniaceae), Barteria (Passifloraceae) für Arten der Gattung Tetraponera. Symbiosepartner von Myrcidris epicharis ist Myrcia madida (Myrtaceae).

## Systematik und Phylogenie
Die Unterfamilie Pseudomyrmecinae umfasst drei Gattungen mit etwa 230 Arten.
- Pseudomyrmex Lund, 1831. 134 Arten (plus 12 nur fossil bekannte). Neotropis, einige Arten nördlich bis in den Süden der USA.
- Myrcidris Ward, 1990. Eine Art Myrcidris epicharis. Eine zweite Art wurde in Guyana entdeckt, aber noch nicht beschrieben. Amazonien, Brasilien.
- Tetraponera F.Smith, 1852. 95 Arten (plus 19 nur fossil bekannte, darunter einige aus dem baltischen Bernstein.[11]) Tropen und Subtropen der Alten Welt, einschließlich Australien und Madagaskar.

Eine phylogenetische Untersuchung, bei der morphologische Merkmale und Vergleich homologer DNA-Sequenzen kombiniert wurden macht es wahrscheinlich, dass die Gattung Tetraponera gegenüber den anderen Gattungen paraphyletisch sein könnte. Die amerikanischen Gattungen Pseudomyrmex und Myrcridis sind vermutlich Schwestergruppen.
Die Schwestergruppe der Pseudomyrmecinae selbst ist mit hoher Wahrscheinlichkeit die australische Unterfamilie Myrmeciinae. Die gemeinsame Klade wird manchmal „myrmeciomorph“ genannt.
Porträts einiger Pseudomyrmecinae-Arten (alle Bilder: April Nobile, AntWeb)

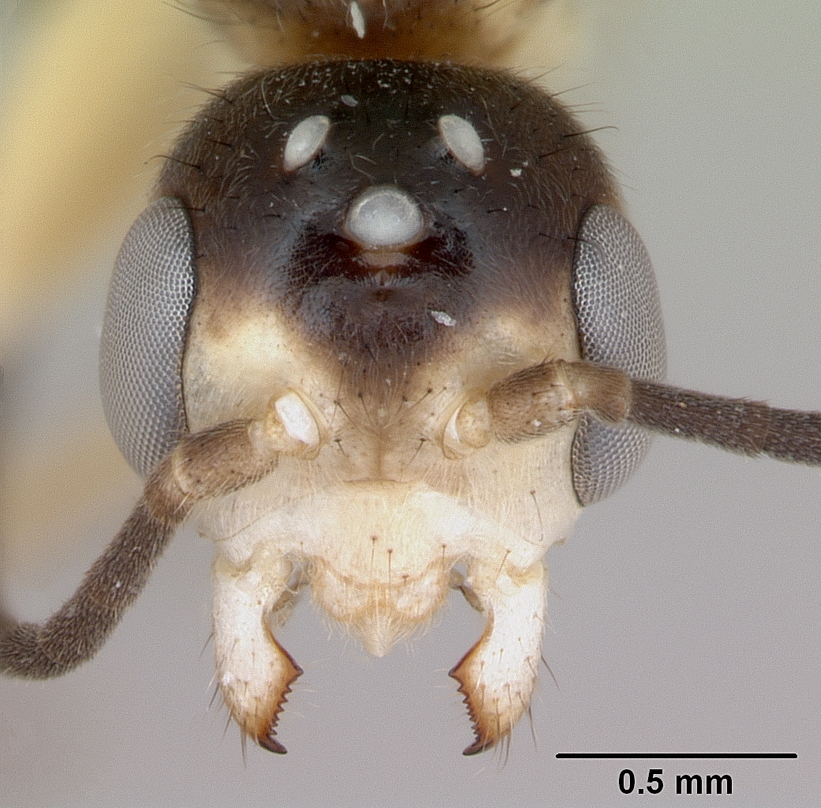
Pseudomyrmex gracilis
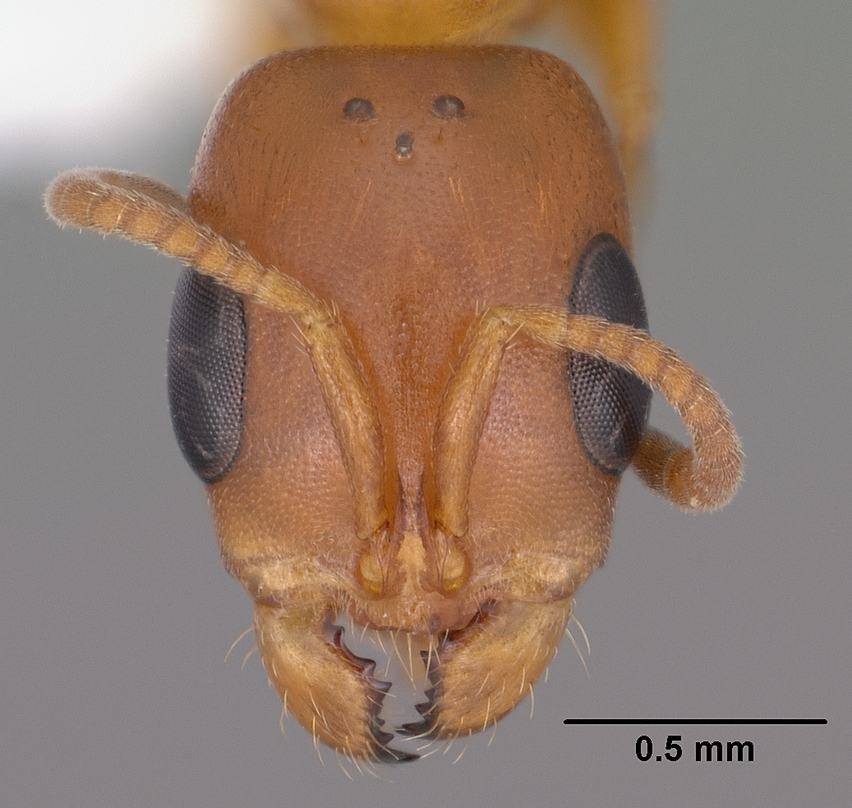
Pseudomyrmex apache
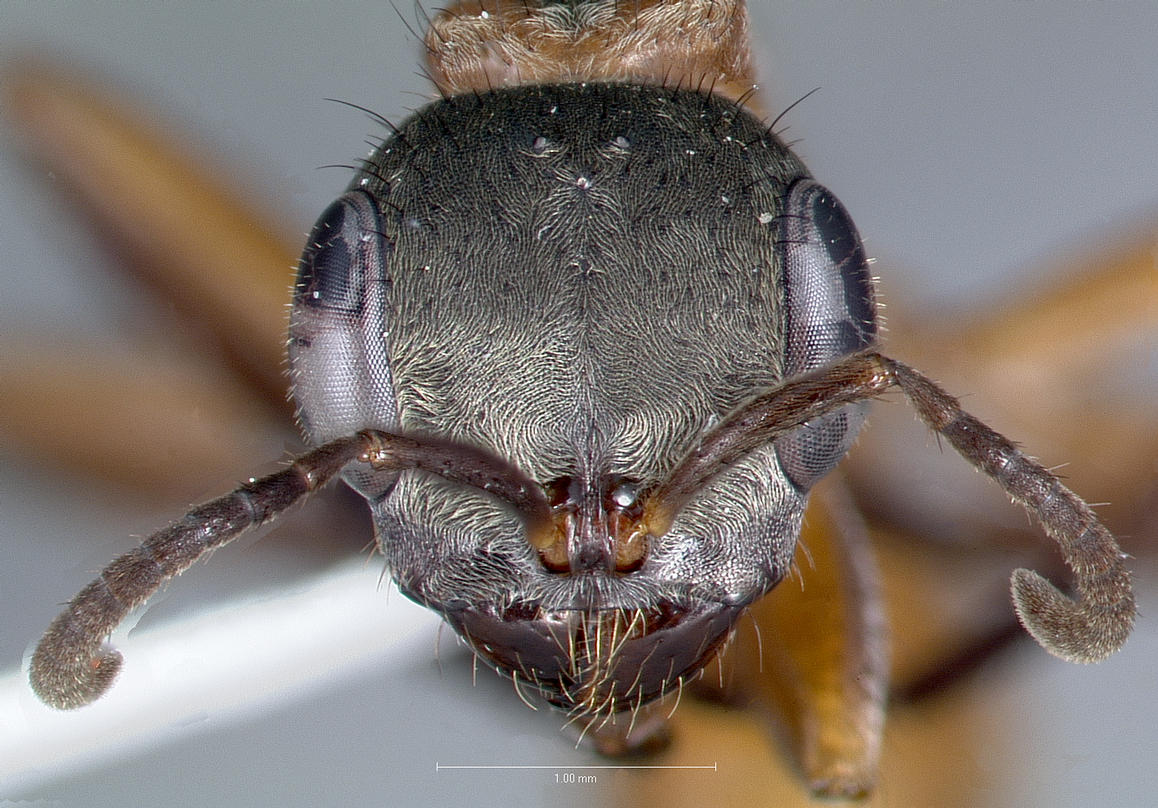
Pseudomyrmex cladoicus
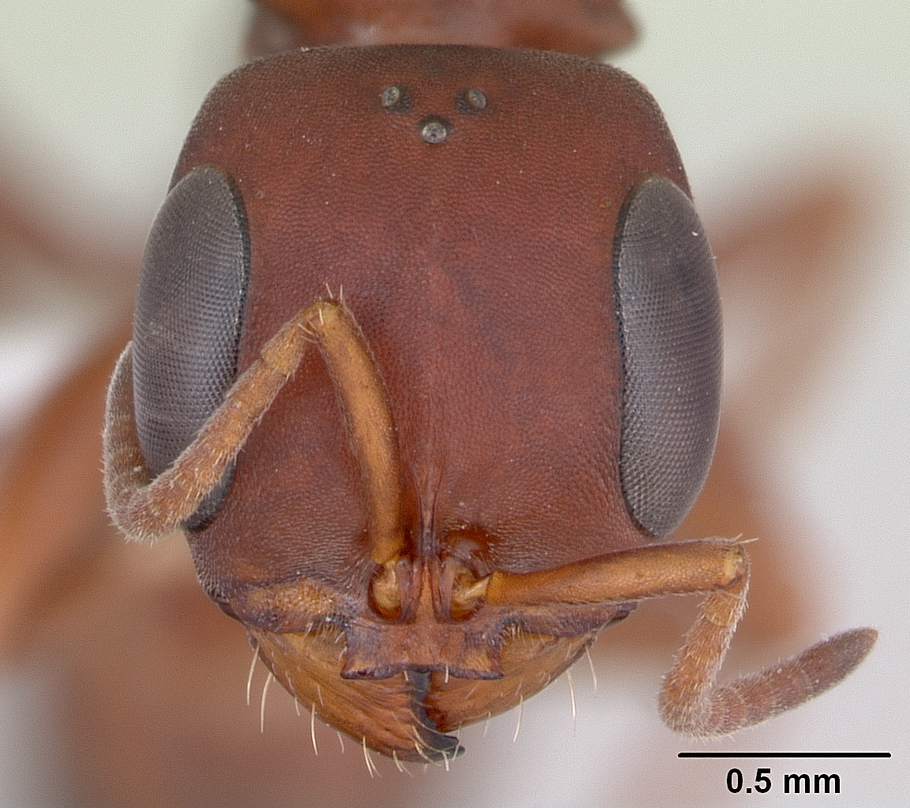
Pseudomyrmex denticollis
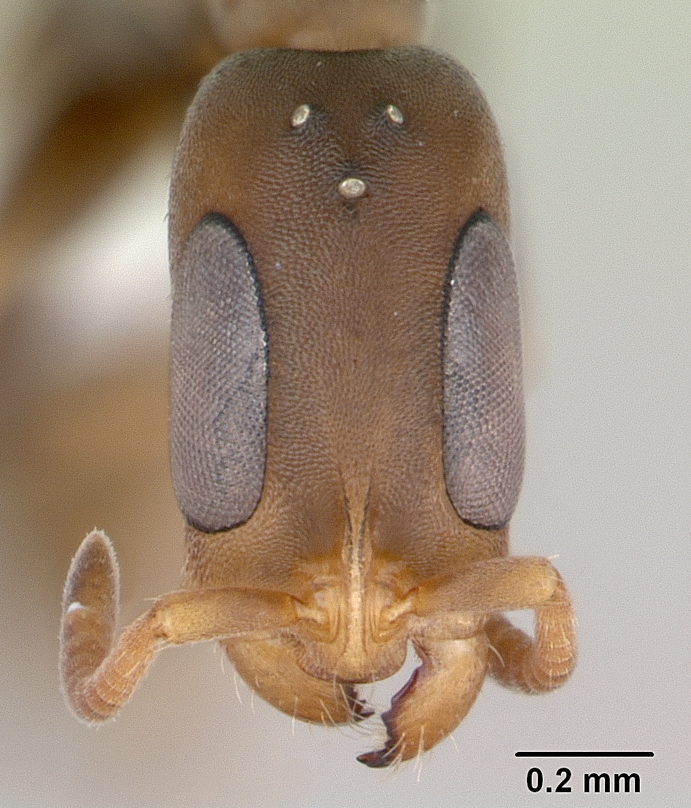
Pseudomyrmex tenuissimus
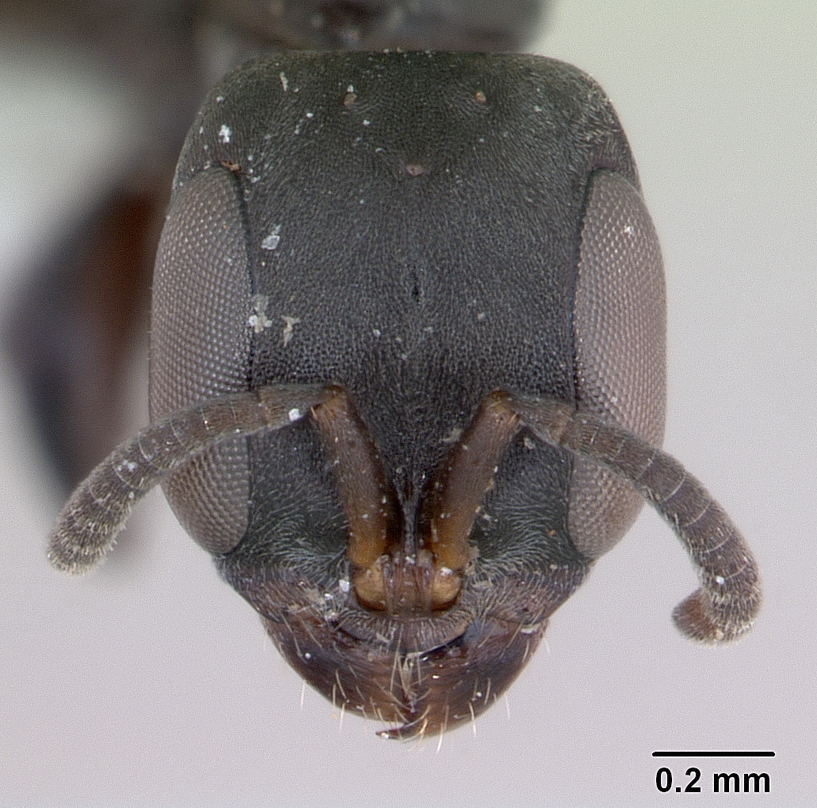
Pseudomyrmex sericeus
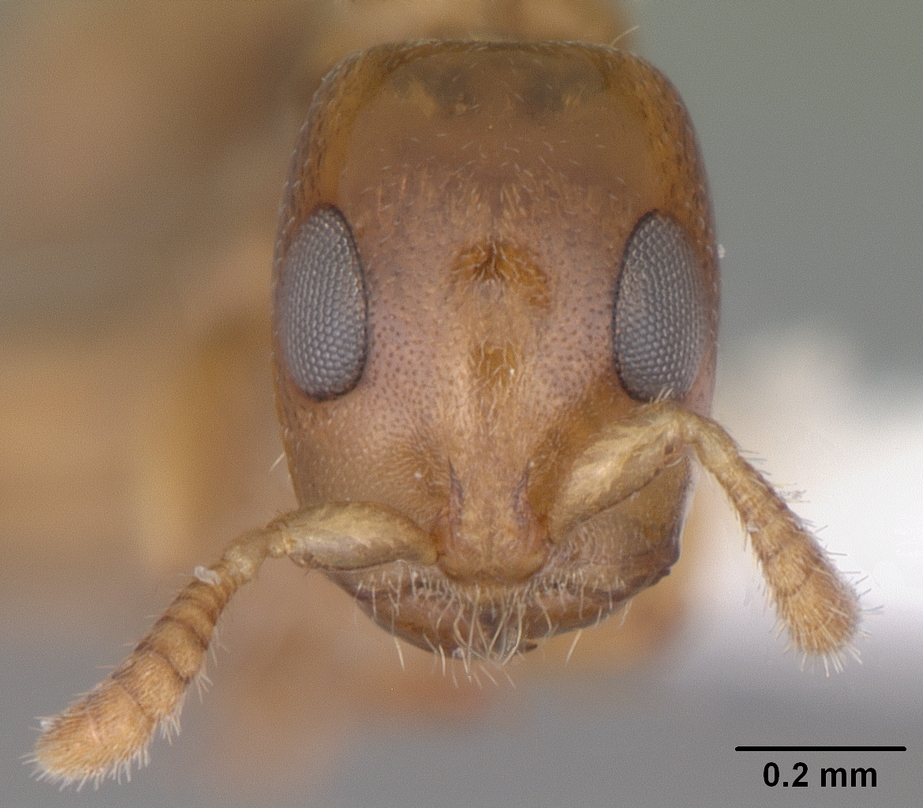
Myrcidris epicharis
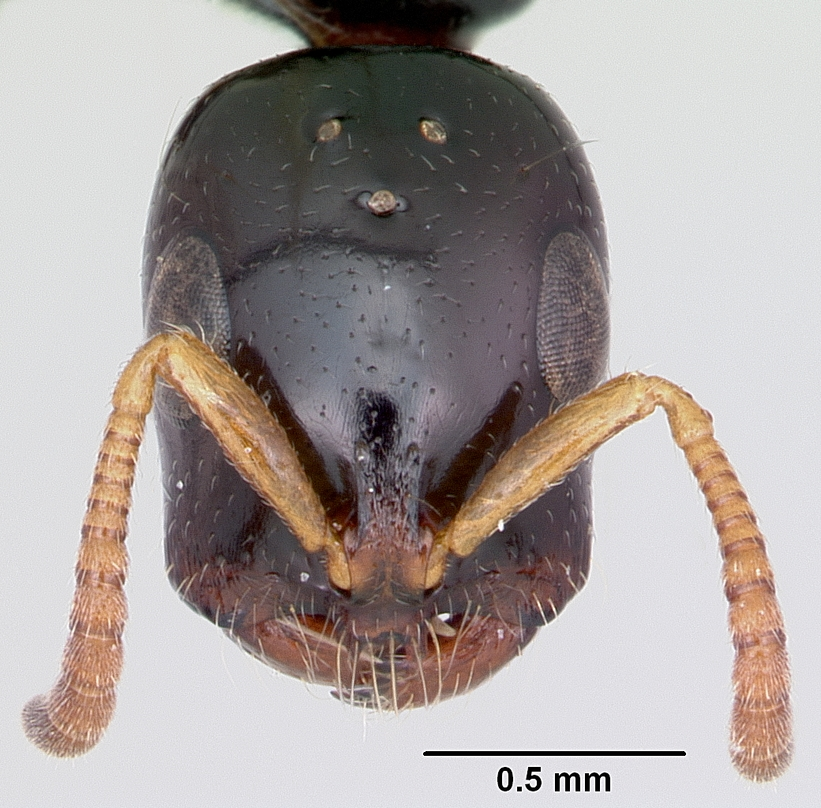
Tetraponera allaborans
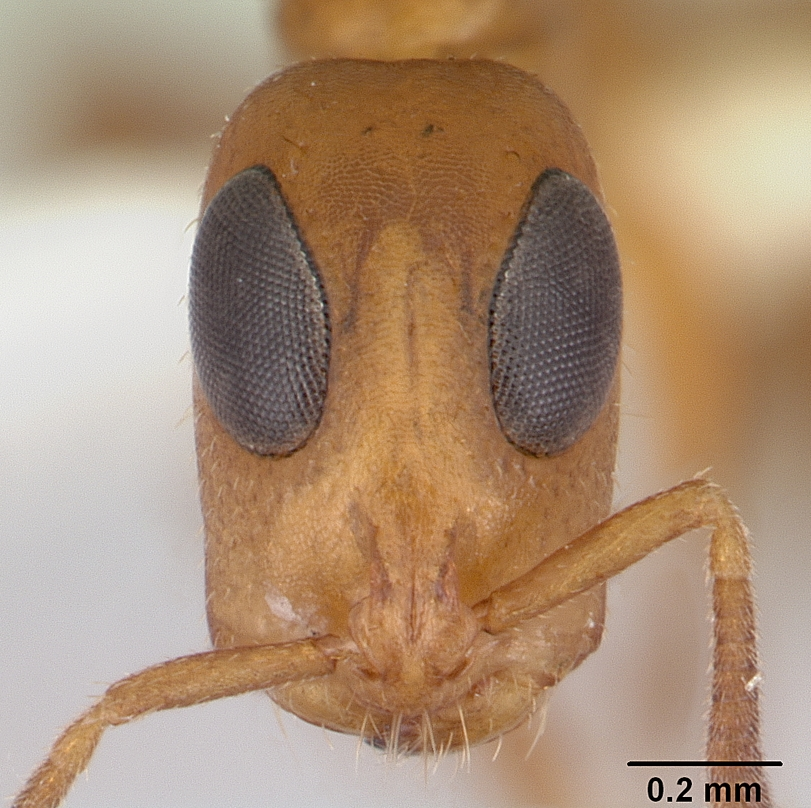
Tetraponera ophthalmica
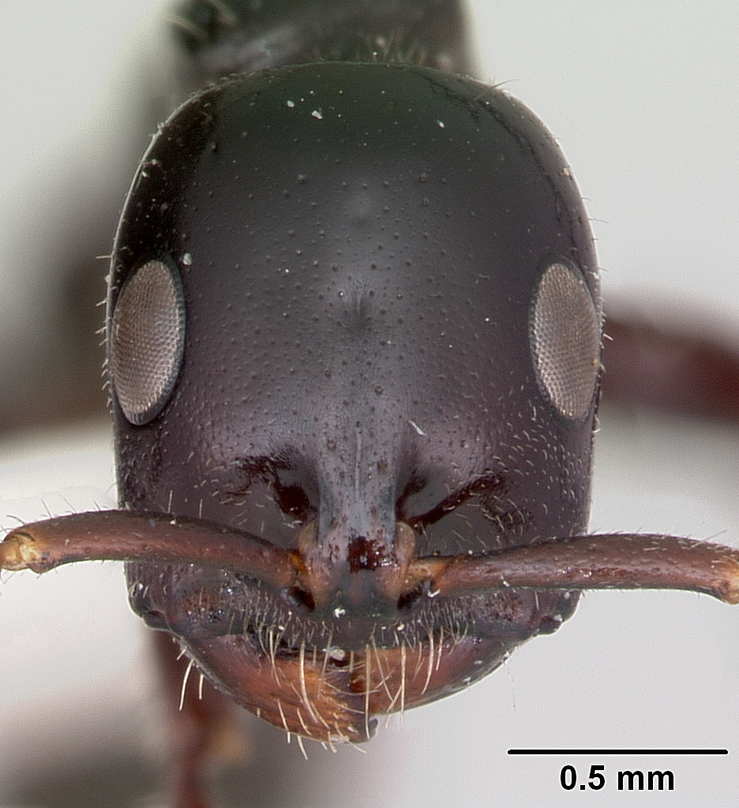
Tetraponera nigra

## Giftwirkung
Von Arten der Gattung Pseudomyrmex liegen aus dem Südosten der USA Fallberichte über Giftstiche auch beim Menschen vor, dabei kam es in Einzelfällen zu allergischen Reaktionen.